# Theangela
Theangela (in greco antico:  Θεὰγγελα) è un'antica città ellenistica situata nella Turchia meridionale, inizialmente identificata con la città di Pedasa.

## Ritrovamento ed identificazione della città

### Il ritrovamento
Il sito della città  fu scoperto all'inizio dell'estate del 1887 da Walter Judeich e Franz Winter nel corso di una spedizione archeologica nella Turchia Meridionale, tra il villaggio turco di Djimi ed Etrim, a poche ore di distanza da Tschiflik, nei pressi di Budrum. Judeich e Winter, in una loro prima relazione, giunsero ad identificare le rovine di questa antica città con la città di Pedasa.
Il sito delle rovine, noto con il nome di Kenier, si trova sulla cima di una montagna che domina la pianura di Karova, ai piedi della quale sorge il paese di Etrim. Di difficile accesso, il sito è raggiungibile solo percorrendo tortuosi sentieri in mezzo alla sterpaglia, attraverso un terreno arido ed improduttivo, adatto esclusivamente a montoni e capre; le sorgenti d'acqua più vicine si trovano a più di un'ora di cammino, ai piedi della montagna.
Si tratta di una struttura di difesa molto progredita per l'epoca alto-ellenistica, cinta da un insieme sapiente di muraglie che si allungano su una vasta area per tutta la cima della montagna; per renderne possibile la costruzione, si erano rese necessarie gigantesche mura di appoggio, costituite da terrazze, poi fortificate.
Uno sprone dell'angolo Nord – orientale (ora ricoperto di vegetazione) era stato occupato da una torre quadrata, ed era così divenuto una sorta di fortilizio, collegato all'Acropoli soltanto da un sottile doppio muro costruito sullo spigolo vivo della montagna; un fortilizio simile si trovava anche nella parte meridionale della città.
Tutte le mura sono costituite da pietre calcaree della montagna, grigie ed alquanto sfaldabili, appoggiate semplicemente l'una sopra l'altra, senza calce, molto più piccole di quelle che di solito s'incontrano nella mura di cinta delle città dell'Asia Minore.
La specificità del materiale impiegato, dello stile e la struttura di difesa molto progredita indussero Judeich e Winter ad attribuirne la costruzione al periodo che va dal sinecismo di Mausolo (362 – 361 a.C.) all'ingresso di Filippo V in Caria (201 a.C.), in epoca alto-ellenistica.
La superficie della città è notevole: situata molto in alto, quasi appollaiata sulla cima della montagna, in una posizione caratteristica per la tipologia delle città carie, essa fece giustamente supporre che dovesse trattarsi di un'antica capitale caria.
L'importanza del luogo fu senz'altro strategico-militare: la città domina infatti una delle due strade che collegano la costa caria con questa regione e la sua naturale fortificazione doveva renderla praticamente inespugnabile, arroccata com'era sulla cima della montagna.

### L'identificazione
Due anni dopo, nel 1889, W. R. Paton rendeva note le conclusioni raggiunte durante i suoi scavi condotti ad Assarlik. Al termine delle sue ricerche, infatti, fu in grado di affermare che il sito dell'antica città caria di Souagela non corrispondeva affatto alla moderna Assarlik, ma che bisognava identificare, al di là di ogni dubbio, Theangela in una necropoli oggi conosciuta con il nome di Tchoukchalar-kale.
Il sito in questione, immediatamente a Nord di Budrum, coincideva esattamente con quello descritto da Judeich e da lui chiamato ‘Kenier’. Paton basava questa sua affermazione anche su informazioni degli indigeni nelle quali frequenti erano le indicazioni riguardo a reperti ed iscrizioni provenienti ‘da un sito nel golfo di Cos’, che recavano sovente il nome della città di Theangela.

## Dalla cariaSouangelaalla ellenisticaTheangela
Le notizie sulla città sono tutt'altro che numerose: essa compare per la prima volta, alla metà del V secolo a.C., tra le città tributarie di Atene, alla quale pagava un tributo annuo di due talenti.
Strabone, nell'ambito della sua opera di geografia universale, e nello specifico nel libro riguardante la Troade, menziona solo occasionalmente Saouangela quale una delle otto città fondate in Caria dai Lèlegi, sei delle quali furono annesse nel corso del II secolo a.C. ad Alicarnasso da Mausolo, che ne lasciò soltanto due, Souangela e Myndos.
Purtroppo, Strabone non ci fornisce altre informazioni utili sulla storia di Theangela dopo Mausolo, né cerca di stabilire se la città esistesse ancora al suo tempo e sotto quale nome.
Bisogna tuttavia tener presente che le iscrizioni ritrovate nelle rovine di Theangela risalgono tutte quante all'epoca ellenistica e non oltre; sarebbero state certamente ritrovate anche iscrizioni romane, se la città fosse durata fino a quell'epoca.
È quindi probabile che Theangela, importante fortezza in periodo arcaico, classico ed ellenistico, non esistesse già più al tempo in cui Strabone scriveva; essa venne abbandonata dai suoi abitanti all'inizio del II secolo a.C., che andarono a vivere ad Alicarnasso, e la città divenne una rovina.
Il nome cario originale della città fu Souangela, che venne poi trasformato in Theangela al momento dell'ellenizzazione segnato dalla conquista macedone di queste zone.
Souangela suonava indubbiamente molto bene per i Carii, ma per i Greci significava solamente “gregge di maiali” ed è naturale che nel processo di ellenizzazione si sia sentita la necessità di nobilitare un nome così  poco elegante. Almeno altri due sono gli esempi di trasformazioni dettate dalla medesima necessità,  rispettivamente per Yrumos → Siromos  e Poroselene → Pordosilene.

## Importanza economica di Theangela:  apicoltura e miele
Dai marmi provenienti da Theangela, nel maggio del 1925 fu riportata alla luce la parte inferiore di una stele di marmo bianco, di cui mancava la parte superiore, che contiene la parte finale di un trattato tra i Theangelesi ed Eupolemo, con il relativo giuramento di quest'ultimo, cui fa seguito un pezzo anepigrafe, il che starebbe ad indicare che il trattato finiva proprio là dove termina l'iscrizione, composta complessivamente da 30 righe, risalente alla fine del IV /  inizi III secolo a.C.
Delle condizioni che riguardano gli abitanti, è significativa quella che compare alla riga nr. 5, dove Eupolemo esige che “ciascuno dei cittadini paghi la tassa sugli alveari”. Esiste, a questo proposito, tutta una documentazione, più o meno diretta, sull'apicoltura e sui maggiori centri di produzione del miele e della cera in Caria, tra i quali doveva, evidentemente, distinguersi anche, e soprattutto, Theangela.
Esistono almeno altri due esempi di questo tipo ricavabili da iscrizioni risalenti al IV secolo a.C.,  ed in entrambi i casi si tratta di città non molto distanti da Theangela: Teos, in una piccola insenatura della costa della Ionia che si affaccia sul mar Icarium, e Pidasa, nell'interno della Caria, a Nord Est di Theangela, distante non più di dieci ore da questa città.
In tutta la fascia costiera dell'Asia Minore, nelle isole antistanti ed in particolare in Caria, gli alveari abbondavano e queste zone erano, fin dalla più remota antichità, grosse produttrici di miele delle migliori qualità. Il clima, generalmente mite con abbondanti precipitazioni, alimentava, nelle ridenti vallate delle coste egee, lo sviluppo di bellissime foreste di castagni e melograni e di un ricco sottobosco pieno di fiori smaglianti in ogni stagione.
Proprio a proposito della produzione di miele in questa regione, il papiro Cairo Zenone, risalente alla metà del III secolo a.C. fornisce un importante elenco di nomi di città e dei relativi prodotti commerciati con l'Egitto: accanto al miele dell'Attica, viene menzionato il miele di Rodi, quello di Taso, di Theangela in Caria ed infine quello di Korakesion, sulla costa della Pamphilia.
Dunque, Theangela forniva miele allo stesso Egitto, e doveva trattarsi sicuramente di un miele prelibato e di ottima qualità, se nella parte conclusiva di un decreto onorifico proveniente dalle rovine della medesima città, dopo le formule usuali, viene stabilito alla persona onorata per i servigi resi alla città l'invio di due giare di miele.